# Köinge, Falkenbergs kommun
Köinge är kyrkbyn i Köinge socken, Falkenbergs kommun. Från 2015 räknas orten åter som tätort av SCB.

## Historia
Köinge blev på 1600-talet valt till tingsplats för Faurås härad. Tingshuset ligger sedan år 1835 mittemot kyrkogården i öster. Flera kända tidigare tingshus låg 1687–1834 omedelbart öster om dagens trädgård till gården ' Tosta ' (Köinge nr. 3), på andra sidan den gamla landsvägen mot Axtorna. Här låg också häradets fångkista som användes för att tillfälligt förvara misstänkta brottslingar under pågående rättegång. Häradsrätten för Faurås tingslag hade tingsstad i Köinge fram till år 1906. Två år senare köptes det av kommunen och har använts på olika sätt, bland annat som fabrik. Numera är det privatbostad. 800 m rakt väster ut från tingsstaden ligger Galgabjär som var avrättningsplats för häradet. Den sista avrättningen här skedde 1831.
Det fanns till år 1936 ett gästgiveri i Köinge. Mellan 1894 och 1959 fanns det en järnvägsstation på orten, belägen längs Falkenbergs järnväg (FJ, även kallad Pyttebanan). Stationsbyggnaden fungerade som postkontor (postnummer 310 59 Köinge) fram till 1973, varefter den gjordes om till föreningslokal.

### Befolkningsutveckling
| Befolkningsutvecklingen i Köinge 1960–2020                                         | Befolkningsutvecklingen i Köinge 1960–2020 | Befolkningsutvecklingen i Köinge 1960–2020 | Befolkningsutvecklingen i Köinge 1960–2020 | Befolkningsutvecklingen i Köinge 1960–2020 |
| ---------------------------------------------------------------------------------- | ------------------------------------------ | ------------------------------------------ | ------------------------------------------ | ------------------------------------------ |
|                                                                                    |                                            |                                            |                                            |                                            |
| År                                                                                 |                                            |                                            | Folkmängd                                  | Areal (ha)                                 |
| 1960                                                                               | 1960                                       |                                            | 196                                        | ¤                                          |
| 1990                                                                               | 1990                                       |                                            | 217                                        | 48                                         |
| 1995                                                                               | 1995                                       |                                            | 192                                        | 48#                                        |
| 2000                                                                               | 2000                                       |                                            | 186                                        | 48#                                        |
| 2005                                                                               | 2005                                       |                                            | 189                                        | 40#                                        |
| 2010                                                                               | 2010                                       |                                            | 193                                        | 40#                                        |
| 2015                                                                               | 2015                                       |                                            | 217                                        | 49                                         |
| 2020                                                                               | 2020                                       |                                            | 219                                        | 49                                         |
| Anm.: Åter tätort 2015. ¤ Som tätortsbebyggelse med 150-199 invånare # Som småort. |                                            |                                            |                                            |                                            |

## Samhället
I samhället finns bland annat en radio- och TV-handlare och en Lantmännen-butik (med en av landets äldsta Lantmännen-föreningar, bildad 1902). Tidigare har det även funnits jourlivs, charkaffär, bensinstation (stängd under 2007), bank och tillverkning av kjolar. Seriemuseet drevs 1988–2004 och återstartade senare. 
Det finns en bygdegård som används för många arrangemang, inte minst musikframträdanden

## Kända personer med anknytning till Köinge
- Henrik Håkansson, konstnär bosatt i Köinge.
- Göran Karlsson, mannen bakom Gekås, bodde under senare delen av sitt liv på orten.
- Petter Stenberg, ryktbar falskmyntare under 1800-talet.